# NGC 3156
NGC 3156 (również PGC 29730 lub UGC 5503) – galaktyka soczewkowata (S0), znajdująca się w gwiazdozbiorze Sekstantu. Odkrył ją William Herschel 13 grudnia 1784 roku.